# Liga ARC 2008
La temporada 2008 de la Liga ARC es la tercera edición desde que se iniciara la competición de traineras organizada por la Asociación de Remo del Cantábrico en 2006. Se compone de dos grupos de 12 y 11 equipos respectivamente. La temporada regular comenzó el 21 de junio en Luanco (Asturias) y terminó el 24 de agosto en Fuenterrabía (Guipúzcoa). Posteriormente, se disputaron los play-off para el ascenso a la Liga ACT y entre los dos grupos de la Liga ARC.

## Sistema de competición
La Liga ARC está dividida en 2 grupos cada uno de los cuales disputa un calendario de regatas propio. Al finalizar la liga regular y para decidir los ascensos y descensos entre la Liga ACT y los 2 grupos de la Liga ARC se disputan los siguientes play-off:
- Play-off previo de ascenso a Liga ACT: se disputan dos plazas para competir en el posterior play-off de ascenso a la Liga ACT entre los 2 primeros clasificados del Grupo 1 y los 2 primeros de la Liga LGT.
- Play-off de ascenso a Liga ACT: se disputa 1 plaza en la Liga ACT entre el penúltimo clasificado de dicha competición, ya que el último desciende directamente, los 2 primeros del Grupo 1 y los 2 primeros de la Liga LGT.
- Play-off entre grupos ARC: a partir de esta edición,[1] el campeón del Grupo 2 asciende directamente al Grupo 1 y la última plaza del Grupo 1 se disputa entre los dos últimos clasificados del Grupo 1 y el segundo y tercero del Grupo 2.

## Calendario
Las siguientes regatas tuvieron lugar en 2008.

### Grupo 1
| Orden | Regata                                        | Fecha        | Hora  | Localidad              | Provincia |
| ----- | --------------------------------------------- | ------------ | ----- | ---------------------- | --------- |
| 1     | XXVII Bandera Noble Villa de Portugalete      | 29 de junio  | 12:00 | Portugalete            | Vizcaya   |
| 2     | I Bandera Ambilamp reciclando la luz          | 5 de julio   | 17:00 | Guecho                 | Vizcaya   |
| 3     | XXI Bandera de Elantxobe                      | 6 de julio   | 12:00 | Elanchove              | Vizcaya   |
| 4     | XV Bandera de Sestao                          | 13 de julio  | 12:00 | Portugalete            | Vizcaya   |
| 5     | XXIX Bandera Iltmo. Ayuntamiento de Santurtzi | 19 de julio  | 17:30 | Portugalete - Santurce | Vizcaya   |
| 6     | II Bandera Castro Mememorial Avelino Ibañez   | 20 de julio  | 12:00 | Castro-Urdiales        | Cantabria |
| 7     | XXIV Bandera de Pasajes                       | 26 de julio  | 18:00 | Pasajes de San Juan    | Guipúzcoa |
| 8     | XXVI El Correo Ikurriña - BBK Sari Nagusia    | 27 de julio  | 12:00 | Lequeitio              | Vizcaya   |
| 9     | XXIV Bandera de Ondarroa                      | 2 de agosto  | 17:00 | Ondárroa               | Vizcaya   |
| 10    | I Bandera Donostiarra Moyua                   | 3 de agosto  | 12:00 | San Sebastián          | Guipúzcoa |
| 11    | XXXVI Bandera Ciudad de Castro                | 15 de agosto | 18:00 | Castro-Urdiales        | Cantabria |
| 12    | XVIII Bandera de Camargo                      | 16 de agosto | 16:30 | Camargo                | Cantabria |
| 13    | XXV Bandera Petronor                          | 23 de agosto | 17:00 | Ciérvana               | Vizcaya   |
| 14    | XIII Regata Promoción de Fuenterrabía         | 24 de agosto | 17:00 | Fuenterrabía           | Guipúzcoa |

### Grupo 2
| Orden | Regata                                    | Fecha        | Hora  | Localidad             | Provincia |
| ----- | ----------------------------------------- | ------------ | ----- | --------------------- | --------- |
| 1     | IV Bandera de Gozón                       | 21 de junio  | 17:00 | Luanco                | Asturias  |
| 2     | I Bandera de Orio-Estilora                | 29 de junio  | 12:00 | Orio                  | Guipúzcoa |
| 3     | V Bandera de La Maruca                    | 5 de julio   | 18:30 | La Maruca (Santander) | Cantabria |
| 4     | XVIII Bandera de San Juan de Luz          | 6 de julio   | 11:30 | San Juan de Luz       | Francia   |
| 5     | XI Bandera de Las Arenas                  | 12 de julio  | 12:00 | Las Arenas            | Vizcaya   |
| 6     | XI Bandera de Trintxerpe                  | 13 de julio  | 10:30 | Pasajes               | Guipúzcoa |
| 7     | II Bandera Fiesta del Besugo              | 19 de julio  | 18:00 | Orio                  | Guipúzcoa |
| 8     | XXXIX Bandera de Santander                | 20 de julio  | 18:30 | Santander             | Cantabria |
| 9     | II Bandera de Hibaika                     | 27 de julio  | 16:00 | Pasajes de San Pedro  | Guipúzcoa |
| 10    | V Bandera del Puerto Viejo de Algorta     | 3 de agosto  | 17:00 | Algorta               | Vizcaya   |
| 11    | XI Bandera del Real Astillero de Guarnizo | 15 de agosto | 16:30 | El Astillero          | Cantabria |
| 12    | XXXI Bandera Villa de Bilbao              | 17 de agosto | 18:00 | Bilbao                | Vizcaya   |
| 13    | XV Bandera Ría del Asón                   | 23 de agosto | 18:30 | Colindres             | Cantabria |

### Play-off previo de ascenso a Liga ACT
| Orden | Regata          | Fecha        | Hora  | Provincia |
| ----- | --------------- | ------------ | ----- | --------- |
| 1     | Orio            | 30 de agosto | 16:30 | Guipúzcoa |
| 2     | Castro-Urdiales | 31 de agosto | 11:30 | Cantabria |

### Play-off de ascenso a Liga ACT
| Orden | Regata      | Fecha            | Hora  | Provincia |
| ----- | ----------- | ---------------- | ----- | --------- |
| 1     | Bermeo      | 20 de septiembre | 17:00 | Vizcaya   |
| 2     | Portugalete | 21 de septiembre | 12:00 | Vizcaya   |

### Play-off entre grupos
| Orden | Regata                                                               | Fecha        | Hora  | Localidad                  | Provincia |
| ----- | -------------------------------------------------------------------- | ------------ | ----- | -------------------------- | --------- |
| 1     | XXI Bandera de Erandio (en ría)                                      | 30 de agosto | 17:00 | Erandio                    | Vizcaya   |
| 2     | Ayuntamiento de San Vicente de la Barquera Gran Premio H.P. (en mar) | 31 de agosto | 12:30 | San Vicente de la Barquera | Cantabria |

Estas dos regatas, no puntuables, fueron disputadas por todos los componentes del Grupo 2 acompañados por los dos últimos clasificados del Grupo 1 los cuales, junto con el segundo y tercero del Grupo 2, remaron en tanda aparte el play-off de acceso entre grupos.

## Traineras participantes

### Grupo 1
| Equipo            | Nombre de la Trainera                    | Localidad           | Provincia |
| ----------------- | ---------------------------------------- | ------------------- | --------- |
| Busturialdea      | Archivo:Solid Solid red.svg Busturialdea | Elanchove           | Vizcaya   |
| Camargo           | Virgen del Carmen                        | Camargo             | Cantabria |
| Castro B          | La Marinera                              | Castro-Urdiales     | Cantabria |
| Donostiarra-Moyua | Torrekua                                 | San Sebastián       | Guipúzcoa |
| Hondarribia B     | Ama Guadalupekoa                         | Fuenterrabía        | Guipúzcoa |
| Isuntza           | Lekittarra                               | Lequeitio           | Vizcaya   |
| Kaiku             | Bizkaitarra                              | Sestao              | Vizcaya   |
| Ondarroa          | Antiguako ama                            | Ondárroa            | Vizcaya   |
| Portugalete       | Jarrillera                               | Portugalete         | Vizcaya   |
| San Juan          | San Juan                                 | Pasajes de San Juan | Guipúzcoa |
| Santurtzi         | Sotera                                   | Santurce            | Vizcaya   |
| Zierbena          | Zierbena                                 | Ciérvana            | Vizcaya   |

### Grupo 2
| Equipo                          | Nombre de la Trainera | Localidad           | Provincia |
| ------------------------------- | --------------------- | ------------------- | --------- |
| Amigos de La Maruca             | San Pedro del Mar     | Santander           | Cantabria |
| Astillero                       | San José XIII         | El Astillero        | Cantabria |
| Ciudad de Santander             | Virgen del Mar        | Santander           | Cantabria |
| Colindres                       | San Ginés             | Colindres           | Cantabria |
| Getxo                           | Goizeko Izarra        | Guecho              | Vizcaya   |
| Deusto-Tecuni                   | Tomatera              | Bilbao              | Vizcaya   |
| Hibaika                         | Madalen               | Rentería            | Guipúzcoa |
| Luanco                          | Luanquina             | Luanco              | Asturias  |
| Raspas                          | Areatarra             | Las Arenas (Guecho) | Vizcaya   |
| Orio B-Ecania BVL               | Txiki                 | Orio                | Guipúzcoa |
| Trintxerpe-Funeraria Vascongada | Azkuene               | Pasajes             | Guipúzcoa |

### Equipos por provincia
| Provincia | Grupo | N. | Equipos                                                                  |
| --------- | ----- | -- | ------------------------------------------------------------------------ |
| Vizcaya   | 1     | 7  | Busturialdea, Isuntza, Kaiku, Ondarroa, Portugalete, Santurtzi, Zierbena |
| Vizcaya   | 2     | 3  | Getxo, Deusto-Tecuni, Raspas                                             |
| Vizcaya   | TOTAL | 10 |                                                                          |
| Guipúzcoa | 1     | 3  | Donostiarra-Moyua, Hondarribia B, San Juan                               |
| Guipúzcoa | 2     | 3  | Hibaika, Orio B-Ecania BVL, Trintxerpe-Funeraria Vascongada              |
| Guipúzcoa | TOTAL | 6  |                                                                          |
| Cantabria | 1     | 2  | Camargo, Castro B                                                        |
| Cantabria | 2     | 4  | Amigos de La Maruca, Astillero, Ciudad de Santander, Colindres           |
| Cantabria | TOTAL | 6  |                                                                          |
| Asturias  | 1     | 0  | -                                                                        |
| Asturias  | 2     | 1  | Luanco                                                                   |
| Asturias  | TOTAL | 1  |                                                                          |

### Ascensos y descensos
| Pos.  | Ascendidos de Grupo 2        |
| ----- | ---------------------------- |
| 1.º   | Castro B                     |
| Prom. | Portugalete-CC Ballonti (2º) |
| Prom. | Busturialdea (3º)            |

| Pos. | Clubes de Grupo 1 no inscritos |
| ---- | ------------------------------ |
| 1.º  | Getaria-Indaux                 |
| 6.º  | Pontejos-Repsol YPF            |
| 11.º | Ur-Kirolak Easo Motor          |

| Pos. | Clubes de Grupo 2 no inscritos |
| ---- | ------------------------------ |
| 4.º  | Hernani                        |
| 5.º  | Arkote B                       |

| Pos. | Nueva inscripción               |
| ---- | ------------------------------- |
| -    | Amigos de La Maruca             |
| -    | Astillero                       |
| -    | Ciudad de Santander             |
| -    | Luanco                          |
| -    | Orio B-Ecania BVL               |
| -    | Trintxerpe-Funeraria Vascongada |

     Ascenso directo.

     Ascenso después de play-off.

     Descenso directo ordinario.

     Descenso después de play-off.

     Descenso administrativo o desaparición.

     Nueva inscripción.

## Clasificación
A continuación se recoge la clasificación en cada una de las regatas disputadas en cada grupo.

### Grupo 1
Los puntos se reparten entre los doce participantes en cada regata.
| Posición | 1.º | 2.º | 3.º | 4.º | 5.º | 6.º | 7.º | 8.º | 9.º | 10.º | 11.º | 12.º |
| Puntos   | 12  | 11  | 10  | 9   | 8   | 7   | 6   | 5   | 4   | 3    | 2    | 1    |

| Pos. | Club              | Trainera                                 | 1 POR | 2 AMB | 3 ELA | 4 SES | 5 SCE | 6 IBA | 7 PAS | 8 COR | 9 OND | 10 DON | 11 CAS | 12 CAM | 13 PET | 14 PRO | Puntos |
| ---- | ----------------- | ---------------------------------------- | ----- | ----- | ----- | ----- | ----- | ----- | ----- | ----- | ----- | ------ | ------ | ------ | ------ | ------ | ------ |
| 1    | Kaiku             | Bizkaitarra                              | 1     | 1     | 1     | 1     | 1     | DSQ   | 1     | 1     | 1     | 1      | 1      | 1      | 1      | 1      | 157    |
| 2    | Isuntza           | Lekittarra                               | 4     | 4     | 2     | 3     | 4     | 1     | 3     | 3     | 2     | 2      | 2      | 3      | 2      | 2      | 145    |
| 3    | Camargo           | Virgen del Carmen                        | 2     | 2     | 3     | 2     | 2     | 8     | 2     | 2     | 3     | 5      | 4      | 2      | 5      | 3      | 137    |
| 4    | San Juan          | San Juan                                 | 3     | 3     | 5     | 4     | 3     | 6     | 4     | 6     | 4     | 8      | 3      | 4      | 3      | 5      | 121    |
| 5    | Hondarribia B     | Ama Guadalupekoa                         | 5     | 6     | 6     | 5     | 5     | 11    | 5     | 4     | 11    | 6      | 5      | 5      | 6      | 4      | 98     |
| 6    | Ondarroa          | Antiguako ama                            | 6     | 5     | 7     | 7     | 8     | 5     | 11    | 5     | 6     | 7      | 7      | 8      | 8      | 7      | 85     |
| 7    | Donostiarra-Moyua | Torrekua                                 | DSQ   | 7     | 8     | 6     | 7     | 3     | 7     | 7     | 5     | 3      | 9      | 6      | 9      | 11     | 81     |
| 8    | Castro B          | La Marinera                              | 7     | 12    | 4     | 10    | 6     | 7     | 6     | 11    | 9     | 10     | 6      | 7      | 4      | 8      | 75     |
| 9    | Busturialdea      | Archivo:Solid Solid red.svg Busturialdea | 9     | 10    | 10    | 9     | 12    | 4     | 9     | 9     | 7     | 4      | 8      | 11     | 10     | 9      | 58     |
| 10   | Santurtzi         | Sotera                                   | DSQ   | 8     | 9     | 8     | 10    | 2     | 8     | 8     | 10    | 9      | 12     | 10     | 11     | 10     | 55     |
| 11   | Zierbena          | Zierbena                                 | 8     | 9     | 12    | 11    | 9     | 9     | 10    | 10    | 8     | 11     | 10     | 9      | 7      | 6      | 53     |
| 12   | Portugalete       | Jarrillera                               | 10    | 11    | 11    | 12    | 11    | 10    | 12    | 12    | 12    | 12     | 11     | 12     | 12     | 12     | 23     |

| Color     | Resultado                        |
| --------- | -------------------------------- |
| Oro       | Ganador                          |
| Plata     | Segundo                          |
| Bronce    | Tercero                          |
| Verde     | Puntuó                           |
| Violeta   | Ret - No terminó                 |
| Negro     | DSQ - Descalificado              |
| Sin color | DNP - Inscrito pero no participó |

| Evolución de la clasificación general del Grupo 1                |                                                                  |
| ---------------------------------------------------------------- | ---------------------------------------------------------------- |
| Gráfico no disponible temporalmente debido a problemas técnicos. |                                                                  |
|                                                                  | Gráfico no disponible temporalmente debido a problemas técnicos. |

### Grupo 2
Los puntos se reparten entre los once participantes en cada regata.
| Posición | 1.º | 2.º | 3.º | 4.º | 5.º | 6.º | 7.º | 8.º | 9.º | 10.º | 11.º |
| Puntos   | 11  | 10  | 9   | 8   | 7   | 6   | 5   | 4   | 3   | 2    | 1    |